# Arthur H. Rubenstein
Arthur Harold Rubenstein (* 1937 in Südafrika) ist ein südafrikanisch-US-amerikanischer Endokrinologe und Diabetologe an der University of Pennsylvania. Er ist vor allem für seine translationalen Arbeiten zum Diabetes mellitus bekannt.
Rubenstein wurde als Sohn polnischer Emigranten in Südafrika geboren, sein Vater war Apotheker. Er studierte an der Witwatersrand-Universität in Johannesburg Medizin mit dem M.B.B.Ch. als Abschluss 1960. Seine Facharztausbildung absolvierte er am Allgemeinen Krankenhaus von Johannesburg und am Hammersmith Hospital in London. Seit 1967 arbeitete er an der University of Chicago, 1968 erhielt er eine erste Professur, von 1981 bis 1997 war er Leiter der dortigen Inneren Medizin. Außerdem war Rubenstein Direktor der University of Chicago Pritzker School of Medicine.
Von 1997 bis 2001 war Rubenstein Dekan der Mount Sinai School of Medicine in New York City, von 2001 bis 2011 stellvertretender Direktor des Universitätskrankenhaus-Systems der University of Pennsylvania in Philadelphia und Dekan der dortigen medizinischen Fakultät (Perelman School of Medicine). Seit 2011 hat er eine Professur für Endokrinologie, Diabetologie und Stoffwechsel inne.
Rubenstein hatte zahlreiche zusätzliche Funktionen inne, so war er 1995/1996 Präsident der Association of American Physicians, Mitherausgeber zahlreicher medizinischer Fachzeitschriften, darunter Annals of Internal Medicine und Journal of Clinical Investigation oder Mitglied im medizinischen Beirat der Hadassah. Rubenstein machte sich um die Ausbildung von Medizinern verdient, wofür ihn die Association of American Medical Colleges 2009 mit dem Abraham Flexner Award for Distinguished Service to Medical Education auszeichnete. An der University of Pennsylvania gibt es eine Arthur H. Rubenstein, MBBCh Professorship (Inhaberin M. Celeste Simon) und eine Arthur H. Rubenstein University Professorship (Inhaber Jay Gottfried).

## Auszeichnungen (Auswahl)
- 1983 Banting-Medaille[5]
- 1983 Mitglied der American Academy of Arts and Sciences[6]
- 1987 Mitglied des Institute of Medicine
- 1987 Fellow der American Association for the Advancement of Science
- 2001 Ehrendoktorat der Witwatersrand-Universität
- 2012 George M. Kober Medal[7][8][9]